# Marthalen
Marthalen (gzu. Martaale, Maartel) – miejscowość i gmina (Politische Gemeinde) w północnej Szwajcarii, w kantonie Zurych, w okręgu (Bezirk) Andelfingen. Leży nad Renem.

## Demografia
W Marthalen mieszka 1950 osób. W 2021 roku 11,2% populacji gminy stanowiły osoby urodzone poza Szwajcarią.

## Transport
Przez teren gminy przebiega autostrada A4.